# 謝潑德 (印第安納州)
謝潑德（英語：Shepherd）是位於美國印地安納州布恩縣的一個非建制地區。該地的面積和人口皆未知。

## 地理
謝潑德的座標為39°58′02″N 86°25′53″W / 39.96722°N 86.43139°W，而該地的平均海拔高度為295米（即968英尺）。